# Phalanta gabertii
Phalanta gabertii is een vlinder uit de familie van de Nymphalidae. De wetenschappelijke naam van de soort is voor het eerst geldig gepubliceerd in 1829 door Félix Édouard Guérin-Méneville.